# B-Sides Volume 1
 (juillet 2017).
Si vous disposez d'ouvrages ou d'articles de référence ou si vous connaissez des sites web de qualité traitant du thème abordé ici, merci de compléter l'article en donnant les références utiles à sa vérifiabilité et en les liant à la section « Notes et références ».
Albums de The Chemical Brothers
We Are the Night
(2007) Brotherhood
(2008)
B-Sides Volume 1 est la première des deux compilations de faces B du duo de big beat et electro britannique The Chemical Brothers.
Elle sort comme album numérique sur le label Virgin Records, le 26 novembre 2007, et présente 10 pistes correspondant à des faces B de singles tirés de leurs six précédents albums studio.

## Liste des titres
Toutes les chansons sont écrites et composées par Ed Simons, Tom Rowlands.
| 1.    | Nude Night         | The Golden Path (2003)            | 6:19 |
| 2.    | Base 6             | Star Guitar (2002)                | 6:34 |
| 3.    | Clip Kiss          | Do It Again (2007)                | 6:58 |
| 4.    | The Diamond Sky    | Let Forever Be (1999)             | 3:37 |
| 5.    | H.I.A.             | Come With Us/The Test (2002)      | 7:11 |
| 6.    | Let Me In Mate     | Leave Home (chanson) (1995)       | 4:19 |
| 7.    | Prescription Beats | Block Rockin' Beats (1997)        | 5:13 |
| 8.    | Scale              | Hey Boy Hey Girl (1999)           | 3:43 |
| 9.    | Silver Drizzle     | Inédit                            | 6:25 |
| 10.   | Snooprah           | The Salmon Dance (7" Only) (2007) | 7:15 |
| 57:35 |                    |                                   |      |